# Tyne Bridge
Il Tyne Bridge è un ponte ad arco a via intermedia che attraversa il fiume Tyne collegando le città di Newcastle upon Tyne e Gateshead nel Nord Est dell'Inghilterra. Il ponte fu progettato dalla società di ingegneria Mott, Hay and Anderson, che anni dopo firmò anche il progetto del Forth Road Bridge in Scozia, e fu inaugurato il 10 ottobre 1928 alla presenza di re Giorgio V, divenendo il simbolo della conurbazione di Tyneside. 

## Storia

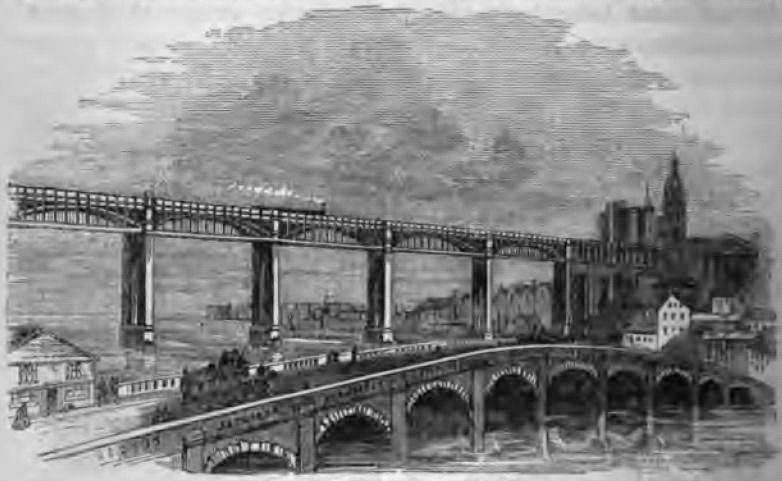
Il High Level Bridge e il ponte di pietra che si trovava sul sito dell'attuale Swing Bridge

Negli anni '20 del XX secolo esistevano già alcuni ponti sul fiume Tyne tra le città di Newcastle e Gateshead come l'High Level Bridge, ponte stradale e ferroviario aperto al traffico nel 1849, e il Swing Bridge, ricostruito nel 1876 sul sito di precedenti costruzioni, ma nel 1923 i consigli della due città iniziarono a pensare seriamente ad un nuovo ponte per alleggerire il traffico in corrispondenza delle altre strutture.
La costruzione del ponte iniziò nell'agosto 1925 ad opera del costruttore Dorman Long di Middlesbrough. Per il progetto gli ingegneri di Mott, Hay and Anderson si ispirarono al Hell Gate Bridge di New York, inaugurato una decina di anni prima, e al Sydney Harbour Bridge della città australiana, la cui costruzione era iniziata nel 1923 ad opera della stessa Dorman Long. Per la società di costruzione lavorava anche Dorothy Buchanan, prima donna a fare parte della Institution of Civil Engineers, che collaborò anche al progetto del ponte di Sydney e del Lambeth Bridge a Londra.

I lavori terminarono in soli tre anni e il ponte fu ufficialmente aperto al traffico il 10 ottobre 1928 da re Giorgio V e dalla regina Mary, che lo attraversarono per primi a bordo della loro carrozza. Alla cerimonia di inaugurazione assistettero anche 20000 studenti delle due città, che avevano avuto un giorno libero per l'occasione. Il discorso di inaugurazione del re fu registrato dalla Movietone News e per celebrare l'evento fu anche realizzato uno speciale programma alla radio.
La nuova struttura entrò presto nel cuore degli abitanti della zona e nei giorni successivi all'inaugurazione si verificarono grandi ingorghi stradali in corrispondenza del ponte poiché tutti volevano provare la nuova costruzione invece di attraversare il fiume per mezzo dello Swing Bridge o del High Level Bridge, in quest'ultimo caso dovendo anche pagare un pedaggio alla compagnia ferroviaria che gestiva il ponte.
Il ponte è stato utilizzato per il transito dei tram tra il 1928 e il 1950 e per il passaggio del traffico pesante lungo la strada A1 che collega Londra con Edimburgo fino alla costruzione del Newcastle Western Bypass, che ha deviato il traffico al di fuori del centro cittadino. Ancora oggi il Tyne Bridge è utilizzato dal traffico veicolare e dal servizio di autobus di collegamento tra le due città sulle rive opposte del fiume.
Durante gli anni il ponte è stato soggetto a diversi interventi di manutenzione ed in particolare è stato riverniciato più volte, l'ultima nel 2000 quando fu utilizzato il medesimo verde della coloritura originale del 1928.
Il 23 agosto 2018 il ponte è stato inserito tra i listed building di Grade II* per il suo interesse da un punto di vista storico e architettonico.

## Descrizione

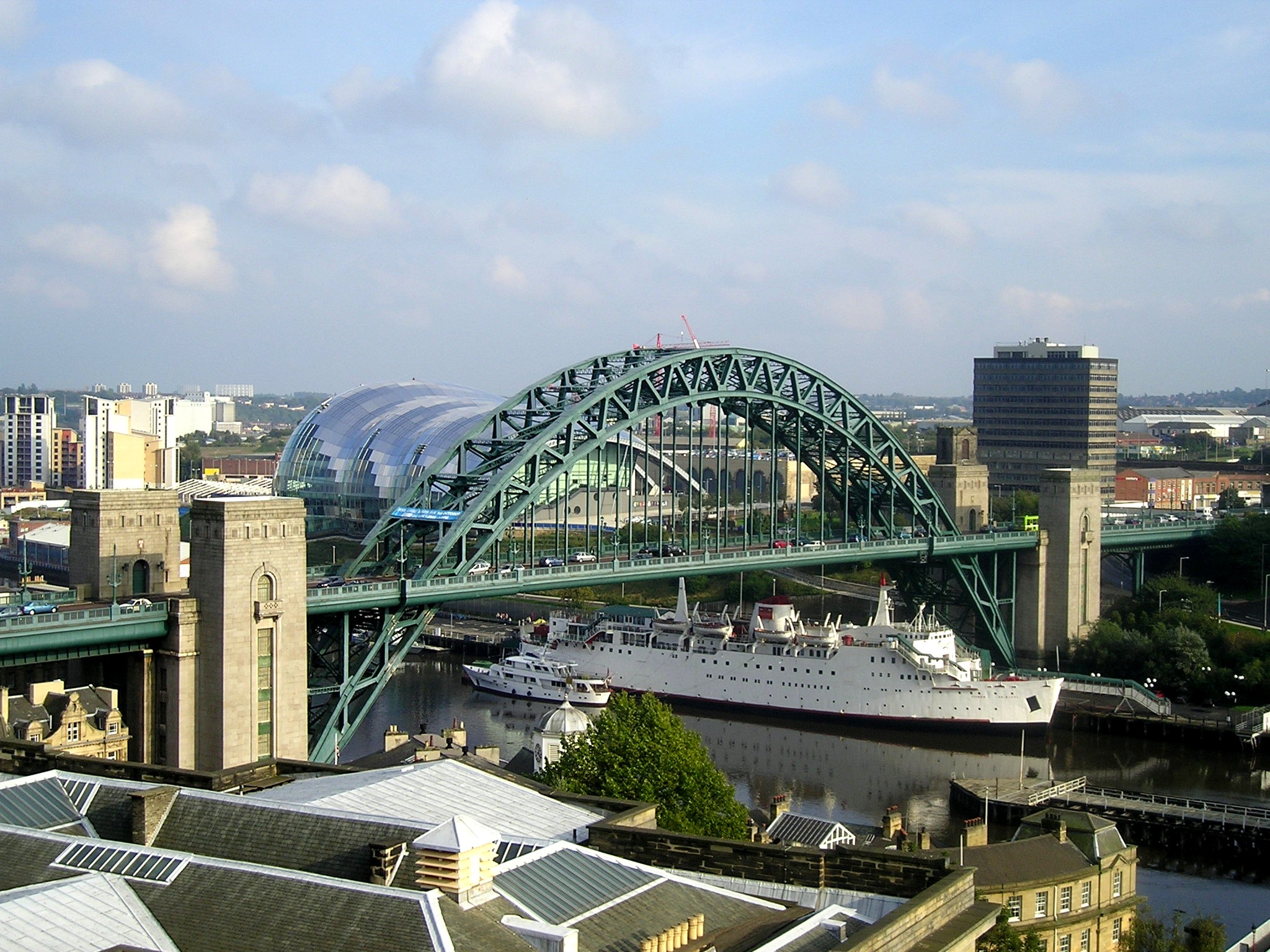
Il ponte durante il passaggio di una nave. Ai lati sono visibili le quattro torri in granito.

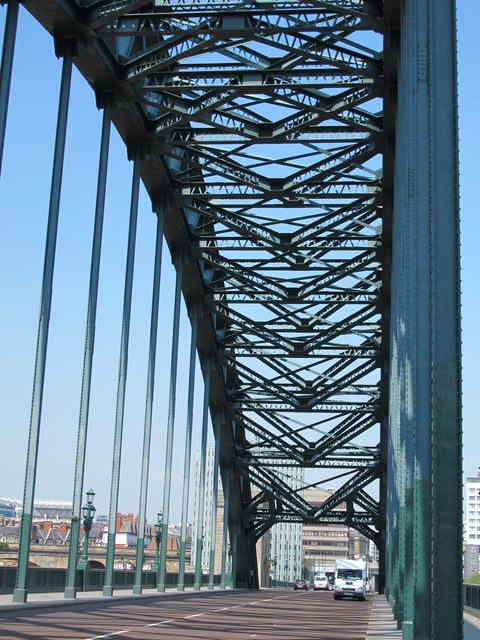
Dettaglio dell'arco in acciaio

Il Tyne Bridge è un ponte ad arco a via intermedia, nel quale cioè l'impalcato stradale si trova a metà altezza rispetto all'arco. L'impalcato si trova a circa 26 metri al di sopra del livello del fiume, altezza necessaria per permettere il transito delle imbarcazioni sotto di esso.
Il ponte è lungo complessivamente 389 metri e la sua struttura portante è costituita da un arco a capriate in acciaio rivettato con luce libera di 161,8 metri. L'altezza massima dell'arco al di sopra del livello dell'acqua è di 59 metri. L'impalcato stradale, anch'esso in acciaio, è largo 17 metri e ospita quattro corsie per il traffico veicolare (due per senso di marcia) e due marciapiedi pedonali sui lati esterni.
Le quattro torri ai lati dell'arco sono state realizzate in granito della Cornovaglia e inizialmente pensate dall'architetto Robert Burns Dick come magazzini di quattro piani. Il progetto non fu però completato e le torri rimasero vuote. Inizialmente vennero installati al loro interno degli ascensori per permettere a merci e persone di raggiungere facilmente le sponde del fiume, ma non sono più in uso.